# Rhabdoscirtus
Rhabdoscirtus is een geslacht van rechtvleugeligen uit de familie veldsprinkhanen (Acrididae). De wetenschappelijke naam van dit geslacht is voor het eerst geldig gepubliceerd in 1911 door Bruner.

## Soorten
Het geslacht Rhabdoscirtus  is monotypisch en omvat slechts de volgende soort:
- Rhabdoscirtus vittatus (Bruner, 1911)